# 60 mètres haies féminin aux championnats du monde d'athlétisme en salle 2018
Pour un article plus général, voir Championnats du monde d'athlétisme en salle 2018.
Navigation
2016 2022
L'épreuve du 60 mètres haies féminin des championnats du monde en salle 2018 se déroule les 2 et 3 mars 2018 à la Barclaycard Arena de Birmingham, au Royaume-Uni. Elle est remportée par l'Américaine Kendra Harrison.

## Résultats

### Finale
| Rang               | Couloir | Athlète              | Nationalité | Temps | Notes |
| ------------------ | ------- | -------------------- | ----------- | ----- | ----- |
| Médaille d'or      | 5       | Kendra Harrison      | États-Unis  | 7.70  | CR    |
| Médaille d'argent  | 6       | Christina Manning    | États-Unis  | 7.79  |       |
| Médaille de bronze | 4       | Nadine Visser        | Pays-Bas    | 7.84  |       |
| 4                  | 3       | Sharika Nelvis       | États-Unis  | 7.86  |       |
| 5                  | 7       | Cindy Roleder        | Allemagne   | 7.87  |       |
| 6                  | 2       | Isabelle Pedersen    | Norvège     | 7.94  |       |
| 7                  | 1       | Oluwatobiloba Amusan | Nigeria     | 8.05  |       |
| 8                  | 8       | Devynne Charlton     | Bahamas     | 8.18  |       |

### Demi-finales
| Rang | Série | Couloir | Athlète              | Nationalité | Temps | Notes |
| ---- | ----- | ------- | -------------------- | ----------- | ----- | ----- |
| 1    | 2     | 4       | Kendra Harrison      | États-Unis  | 7.79  | Q     |
| 2    | 1     | 6       | Christina Manning    | États-Unis  | 7.83  | Q     |
| 3    | 3     | 6       | Nadine Visser        | Pays-Bas    | 7.83  | Q, NR |
| 4    | 2     | 6       | Cindy Roleder        | Allemagne   | 7.86  | Q     |
| 5    | 3     | 3       | Sharika Nelvis       | États-Unis  | 7.86  | Q     |
| 6    | 3     | 4       | Isabelle Pedersen    | Norvège     | 7.86  | q, PB |
| 7    | 1     | 4       | Devynne Charlton     | Bahamas     | 7.89  | Q, NR |
| 8    | 1     | 5       | Oluwatobiloba Amusan | Nigeria     | 7.91  | q     |
| 9    | 2     | 5       | Sally Pearson        | Australie   | 7.92  | SB    |
| 10   | 1     | 7       | Elvira Herman        | Biélorussie | 8.06  |       |
| 11   | 2     | 3       | Alina Talay          | Biélorussie | 8.07  |       |
| 12   | 3     | 8       | Andrea Ivančević     | Croatie     | 8.07  | SB    |
| 13   | 2     | 1       | Lindsay Lindley      | Nigeria     | 8.08  |       |
| 14   | 1     | 3       | Hanna Plotitsyna     | Ukraine     | 8.09  |       |
| 15   | 3     | 5       | Stephanie Bendrat    | Autriche    | 8.10  |       |
| 16   | 3     | 1       | Eline Berings        | Belgique    | 8.14  |       |
| 17   | 2     | 2       | Gréta Kerekes        | Hongrie     | 8.17  |       |
| 18   | 2     | 8       | Nooralotta Neziri    | Finlande    | 8.20  |       |
| 19   | 3     | 2       | Reetta Hurske        | Finlande    | 8.20  |       |
| 20   | 1     | 1       | Ivana Lončarek       | Croatie     | 8.21  |       |
| 21   | 3     | 7       | Karolina Kołeczek    | Pologne     | 8.21  |       |
| 22   | 1     | 2       | Michelle Jenneke     | Australie   | 8.22  |       |
| 23   | 1     | 8       | Luca Kozák           | Hongrie     | 8.24  |       |
| 24   | 2     | 7       | Eefje Boons          | Pays-Bas    | 8.24  |       |

### Séries
Les séries ont débuté à 18h05 heure locale
| Rang | Série | Couloir | Athlète                | Nationalité     | Temps | Notes |
| ---- | ----- | ------- | ---------------------- | --------------- | ----- | ----- |
| 1    | 4     | 4       | Kendra Harrison        | États-Unis      | 7.77  | Q     |
| 2    | 2     | 8       | Isabelle Pedersen      | Norvège         | 7.93  | Q, PB |
| 3    | 3     | 8       | Devynne Charlton       | Bahamas         | 7.95  | Q, SB |
| 4    | 5     | 6       | Oluwatobiloba Amusan   | Nigeria         | 7.95  | Q     |
| 5    | 5     | 5       | Sally Pearson          | Australie       | 7.96  | Q, SB |
| 6    | 2     | 4       | Christina Manning      | États-Unis      | 7.96  | Q     |
| 7    | 1     | 8       | Sharika Nelvis         | États-Unis      | 7.97  | Q     |
| 8    | 3     | 3       | Cindy Roleder          | Allemagne       | 7.97  | Q     |
| 9    | 3     | 5       | Nadine Visser          | Pays-Bas        | 8.01  | Q     |
| 10   | 1     | 5       | Stephanie Bendrat      | Autriche        | 8.06  | Q     |
| 11   | 3     | 7       | Elvira Herman          | Biélorussie     | 8.07  | Q     |
| 12   | 5     | 4       | Alina Talay            | Biélorussie     | 8.11  | Q     |
| 13   | 4     | 6       | Hanna Plotitsyna       | Ukraine         | 8.11  | Q     |
| 14   | 1     | 7       | Nooralotta Neziri      | Finlande        | 8.13  | Q     |
| 15   | 2     | 7       | Andrea Ivančević       | Croatie         | 8.15  | Q     |
| 16   | 4     | 3       | Luca Kozák             | Hongrie         | 8.16  | Q     |
| 17   | 5     | 3       | Karolina Kołeczek      | Pologne         | 8.16  | Q, SB |
| 18   | 1     | 2       | Eefje Boons            | Pays-Bas        | 8.16  | Q     |
| 19   | 5     | 8       | Ivana Lončarek         | Croatie         | 8.16  | q     |
| 20   | 4     | 7       | Lindsay Lindley        | Nigeria         | 8.17  | Q     |
| 21   | 3     | 4       | Michelle Jenneke       | Australie       | 8.20  | q, SB |
| 22   | 4     | 2       | Reetta Hurske          | Finlande        | 8.20  | q     |
| 23   | 2     | 2       | Eline Berings          | Belgique        | 8.20  | Q     |
| 24   | 5     | 7       | Gréta Kerekes          | Hongrie         | 8.20  | q     |
| 25   | 4     | 8       | Angela Whyte           | Canada          | 8.21  | SB    |
| 26   | 3     | 1       | Marilyn Nwawulor       | Grande-Bretagne | 8.22  |       |
| 27   | 2     | 5       | Beate Schrott          | Autriche        | 8.27  |       |
| 28   | 1     | 6       | Veronica Borsi         | Italie          | 8.27  |       |
| 29   | 2     | 6       | Megan Marrs            | Grande-Bretagne | 8.28  |       |
| 30   | 3     | 2       | Anamaria Nesteriuc     | Roumanie        | 8.32  |       |
| 31   | 5     | 2       | Ricarda Lobe           | Allemagne       | 8.33  |       |
| 32   | 1     | 3       | Andrea Vargas          | Costa Rica      | 8.34  |       |
| 33   | 2     | 3       | Elisa Maria di Lazzaro | Italie          | 8.35  |       |
| 34   | 3     | 6       | Elin Westerlund        | Suède           | 8.36  |       |
| 35   | 4     | 5       | Karel Elodie Ziketh    | Côte d'Ivoire   | 8.43  |       |
| 36   | 5     | 1       | Mulern Jean            | Haïti           | 8.51  | SB    |
| —    | 1     | 4       | Elisávet Pesirídou     | Grèce           | DNF   |       |

## Légende
Records et Performances
- AR : Record continental (area record)
- CR : Record des championnats (championship record)
- MR : Record du meeting (meet record)
- NR : Record national (national record)
- OR : Record olympique (olympic record)
- PR : Record paralympique (paralympic record)
- PB : Record personnel (personal best)
- SB : Meilleure performance personnelle de la saison (season's best)
- WL : Meilleure performance mondiale de l'année (world leader)
- WJR : Record du monde junior (world junior record)
- WR : Record du monde (world record)

Circonstances et Conditions
- DNF : N'a pas terminé (did not finish)
- DNS : N'a pas pris le départ (did not start)
- DQ : Disqualification (disqualification)
- NM : Aucun essai valable enregistré (No Mark)
- Q : Qualifié « directement » au prochain tour (ou à la prochaine compétition), lors d'une compétition majeure, grâce au classement ou à la réalisation des minima (automatic qualifier)
- q : Qualifié au prochain tour (ou à la prochaine compétition), lors d'une compétition majeure, grâce au repêchage ou à la réalisation de l'une des meilleures performances parmi celles des « non qualifiés directement » (grâce au meilleur temps ou à la meilleure distance par exemple) (secondary qualifier)